# Clément-Panhard
Der Clément-Panhard ist ein Pkw-Modell des französischen Herstellers Clément & Cie.

## Beschreibung
Arthur Constantin Krebs von Panhard & Levassor entwickelte das Fahrzeug. Dort war eine Serienfertigung jedoch nicht möglich. Adolphe Clément war im Vorstand von Panhard & Levassor. Er übernahm das Projekt und fertigte es in seinem eigenen Unternehmen Clément & Cie.
Das Modell wurde im Dezember 1898 auf dem Pariser Autosalon präsentiert. Dort gingen 300 Bestellungen ein. Die Produktion lief bis 1902, möglicherweise bis 1903.

### Motor
Krebs entwickelte den Motor eigens für dieses Fahrzeug. Er ist eine Weiterentwicklung des Daimler-Motors mit zwei Schwungradscheiben und dazwischen liegendem Hubzapfen, für den Panhard & Levassor die Lizenzrechte erworben hatte. Es ist ein Einzylinder-Viertaktmotor mit 90 mm Bohrung, 120 mm Hub und 763 cm³ Hubraum. Das Einlassventil ist ein Schnüffelventil, also „automatisch“ (atmosphärisch) gesteuert. Das Auslassventil wird von einer Nockenwelle gesteuert.
Die Motorkühlung ist zweigeteilt. Der Motorblock wird mit Luft, der nicht abnehmbare Zylinderkopf mit Wasser gekühlt. Die Zündanlage besteht aus einem Brenner und Glührohrzündung. Mit dem Spritzdüsenvergaser läuft der Motor sowohl mit Petroleum wie auch mit Benzin. Er leistet 3,5 PS. Die Konzeption des Motors hat Ähnlichkeit mit jener des De-Dion-Bouton-Einzylindermotors, der allerdings mit höheren Drehzahlen arbeitet. Bei den Fahrzeugen ab 1901 leistet der Motor 4,5 PS.
Der Motor ist im Heck stehend mit leichter Neigung nach hinten untergebracht. Ein konventionelles Ziehkeilgetriebe mit drei Gängen überträgt die Kraft auf die Hinterachse. Ab 1899 war ein Getriebe mit Rückwärtsgang erhältlich.

### Fahrgestell und Aufbau
Für das Fahrgestell wurden Stahlrohre verschweißt, wodurch es leicht und doch widerstandsfähig gehalten werden konnte. Die Aufhängung besteht aus einer vorderen Querblattfeder, die den senkrecht stehenden Lenkzapfen aufnimmt und beim Lenken mit der kompletten Vorderachse mitdreht, sowie einem Paar längs angeordneter Elliptik-Federn an der Hinterachse.
Zunächst gab es ausschließlich eine zweisitzige Karosserie als Phaeton. 1901 kam eine Variante dazu, die einen schmalen Sitz entgegen der Fahrtrichtung hat, sodass es ein Dreisitzer in Vis-à-vis-Anordnung ist.
Das Fahrzeug wiegt 350 kg. 30 km/h Höchstgeschwindigkeit sind möglich.

### Lenkung
Der Fahrer sitzt rechts und lenkt fortschrittlich mit einem Lenkrad. Der Lenkmechanismus ist aber eigenwillig und auch etwas rückständig. Offenbar wurde eine Ackermannlenkung als zu aufwendig betrachtet. Stattdessen sah Krebs eine Drehschemellenkung vor, die über ein Zahnrad am unteren Ende der Lenksäule und eine Zahnstange betätigt wurde. An diesem leichten und schwach motorisierten Auto scheint die Vorrichtung zufriedenstellend funktioniert zu haben.

## Produktion
Schätzungen gehen von rund 500 bis gegen 600 produzierten Fahrzeugen aus. Das erste Serienauto erhielt die Motornummer 101. Die Produktion dürfte 1902 offiziell geendet haben, doch ist nicht auszuschließen, dass aus vorhandenen Teilen bis 1903 einige weitere Exemplare entstanden.
Stirling’s Motor Carriages aus Schottland fertigte etwa 200 Fahrzeuge in Lizenz.

## Erhaltene Fahrzeuge
Nach Angaben einer auf dieses Modell spezialisierten Internetseite existieren noch 17 Fahrzeuge.
| angegebenes Baujahr | Ausstellungsort                                        | Fahrgestell-Nr. | Motor-Nr.    | britisches Kennzeichen | Text                                        | Bild |
| ------------------- | ------------------------------------------------------ | --------------- | ------------ | ---------------------- | ------------------------------------------- | ---- |
| 1899                | Sparreholms Motormuseum Sparreholm, Schweden           | 141             | 194 oder 195 | IY 45                  | Auktion 03.12.2002                          |      |
| 1899                | Vereinigtes Königreich                                 | 210             | 201          | V 46                   |                                             |      |
| 1899                | Vereinigtes Königreich                                 | 117 oder 171    | 171          | PX 98                  | Auktion 23.02.1998                          |      |
| 1899                | Museo Nazionale dell’Automobile Turin, Italien         |                 |              |                        |                                             |      |
| 1900                | Vereinigtes Königreich                                 | 149 oder 244    | 356          | AH 48                  | Auktion 28.10.2009                          |      |
| 1900                | Vereinigtes Königreich                                 | 366             | 166          | FX 149                 | Fotos                                       |      |
| 1900                | Vereinigtes Königreich                                 | 238             | 238          | BS 8237                |                                             |      |
| 1900                | James Hall Museum of Transport Johannesburg, Südafrika | 328             | 328          |                        |                                             |      |
| 19xx                | Riverside Museum Glasgow, Schottland                   | 539             | 419          | HD 68                  | Foto                                        |      |
| 1900                | Cité de l’Automobile Mülhausen, Frankreich             |                 | 469          |                        |                                             |      |
| 1900                | ?                                                      |                 |              |                        |                                             |      |
| 1901                | Frankreich                                             |                 | 448          | A 57                   | Lizenzbau von Stirling’s Motor Carriages    |      |
| 1901                | ?                                                      |                 |              |                        |                                             |      |
| 1902                | Museums Collections Centre Birmingham, England         |                 |              | O 65                   |                                             |      |
| 1900                | Vereinigtes Königreich                                 |                 | 577          | BS 8010                | Das Fahrzeug wurde im April 2022 angeboten. |      |
| 190x                | Elsass, Frankreich                                     |                 | 264          |                        |                                             |      |
| 1900                | Museu da Misericórdia Salvador, Brasilien              |                 | 475          |                        |                                             |      |
| 1900                | Tallinn, Estland                                       |                 | 475          |                        |                                             |      |
| ?                   | ?                                                      |                 | 581          |                        | nur Motor                                   |      |
| 1901                | ?                                                      | 313             | 313          |                        | Auktion 11.11.2017                          |      |